# Henri Gaberel
 (mai 2023).
Henri Gaberel, né à Vevey le 8 avril 1915 et mort le 19 janvier 1997, est un enseignant, poète, écrivain et bellettrien vaudois.

## Biographie
Après avoir obtenu une licence ès lettres, il enseigne à Orbe, Lausanne et Payerne. En 1945, il est nommé à Vevey où il enseigne le latin, le français, l'histoire et l'italien. 
Poète au verbe désinvolte et mordant, Henri Gaberel écrit plusieurs recueils de poésie dont Tombeau pour un amour médiéval (1944), Prières pour la pluie (1956), Le Saisonnier (1971), Le Chemin sans traces (1990). Il est également l'auteur d'une traduction d'Homère : Navigations d'Ulysse. En 1984, Le Théâtre du Jorat joue Nuages sur la vigne, sur une musique d'André-François Marescotti. Ce poème figure à la fin D'arbres, d'oiseaux et de vagues (1996), son ultime recueil, où il interroge sa destinée devant le lac et ses paysages. 
Les vers de Gaberel « sont d'un écrivain rompu aux finesses des lyriques grecs ou italiens, mais ils se livrent comme des notations de voyage, à peine paresseuses, pleines de la nostalgie des pins, des treilles, des plages et des enterrements sous le soleil » (Encyclopédie du Pays de Vaud, tome 7).
Belletrien dès 1935, Henri Gaberel ne quitte sa ville natale qu'en 1986, lors du décès de sa mère, et s'établit à Lausanne où il décède le 19 janvier 1997.

## Sources
- Al. Nicollier, H.-Ch. Dahlem, Dictionnaire des écrivains suisses d'expression française, p. 396-397
- Belles Lettres de Lausanne, Livre d'or du 150e anniversaire : 1806-1956, p. 509 (2043)